# Secretaría de Educación Pública
La Secretaría de Educación Pública (SEP)  es una de las veintiún secretarías de Estado que, junto con la Consejería Jurídica del Ejecutivo Federal y la Agencia de Transformación Digital y Telecomunicaciones, conforman el gabinete legal del presidente de México. Es el despacho del poder ejecutivo federal con funciones de ministerio de Educación. 
Es la encargada de diseñar, ejecutar y coordinar las políticas públicas en materia de Educación. Lo anterior incluye elaborar los programas, planes y proyectos educativos que habrán de aplicarse en las escuelas públicas y privadas de todos los niveles formativos (básico, medio superior, normal, superior, técnica, industrial, comercial, agrícola, militar, profesional, deportiva, científica, de artes y oficios, incluyendo la educación que se imparta a los adultos) y gubernamentales (federal, estatal y municipal), pero sin perjuicio de la autonomía que guardan al respecto entidades federativas, universidades, las Fuerzas armadas e instituciones privadas de cualquier nivel. 
Además, también tendrá como responsabilidades, velar para que todo lo anterior sea de conformidad con los principios y lineamientos del artículo 3.º constitucional y la Ley General de Educación; crear y sostener las escuelas públicas oficiales adscritas directamente a su jurisdicción; en coordinación con la Secretaría de Cultura, desarrollar la Educación artística para fomentar la expresión y apreciación de las Bellas artes y la cultura y artes populares, en los procesos formativos; operar a través de la Comisión Nacional del Deporte los métodos educativos que fomenten la formación en el área de deporte y cultura física; operar en coordinación con la Secretaría de Ciencia, Humanidades, Tecnología e Innovación los métodos educativos que fomenten la formación en el área homónima; promover fuera del ámbito escolar el desarrollo de las ciencias, la tecnología, las artes, la cultura y el deporte, a través de congresos, seminarios, eventos, instituciones e incentivos para profesionales; validar los títulos y cédulas profesionales, así como toda la documentación que oficialice la educación impartida en todos los niveles y áreas ya mencionadas; administrar las relaciones laborales del personal docente, burocrático y de apoyo con el que opere; promover y vigilar toda la producción en medios de comunicación que tenga como finalidad la educación o formación del espectador.

## Logotipos

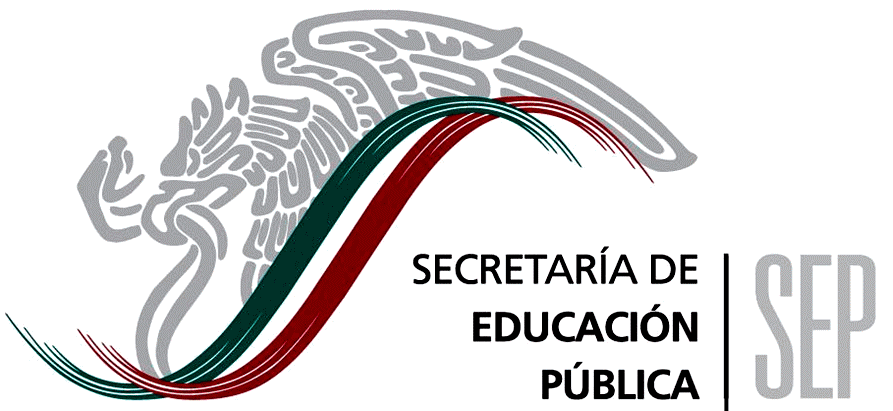
Logotipo durante la presidencia de Vicente Fox (2000-2006)
Logotipo durante la presidencia de Felipe Calderón (2006-2012)
Logotipo durante la presidencia de Enrique Peña Nieto (2012-2018)
Logotipo durante la presidencia de Andrés Manuel López Obrador (2018-2024)
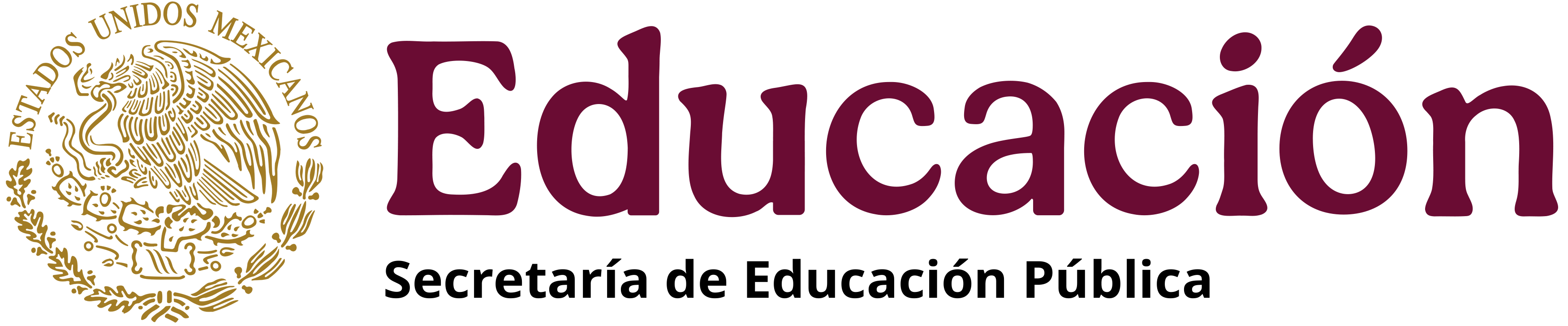
Logotipo durante la presidencia de Claudia Sheinbaum (desde 2024)

## Historia
El antecedente más antiguo de esta secretaría se encuentra en el “Ministerio de Instrucción Pública e Industria”, creado mediante la expedición de las Bases de Organización para el Gobierno Provisional de la República, el 28 de septiembre de 1841. A ese mismo ministerio se le agregarían distintas funciones, por lo que a lo largo de dos décadas cambiaría varias veces su nombre: "Ministerio de Justicia, Negocios Eclesiásticos, Instrucción Pública e Industria" (1843); "Secretaría de Relaciones Interiores, Justicia, Negocios Eclesiásticos, Instrucción Pública e Industria" (1853); "Ministerio de Fomento, Colonización e Industria" (1856); "Secretaría de Estado y del Despacho de Justicia e Instrucción Pública" (1861); "Secretaría de Justicia, Fomento e Instrucción Pública" (1861); "Secretaría de Justicia e Instrucción Pública" (1891) y "Secretaría de Instrucción Pública y Bellas Artes" (1905). 
Al entrar en vigor la constitución de 1917, fue suprimida la "Secretaría de Instrucción Pública y Bellas Artes", en virtud de lo ordenado en su artículo 14 transitorio, y se expide en abril de ese mismo año la «Ley de Secretarias y Departamentos de Estado», en la cual, las funciones de tal secretaría fueron depositadas en un departamento administrativo denominado "Departamento Universitario y de Bellas Artes".
Permaneció cuatro años como departamento de estado hasta la creación, durante el gobierno de Álvaro Obregón, de la "Secretaría de Educación Pública"(SEP), mediante decreto publicado en el Diario Oficial de la Federación el 3 de octubre de 1921 (103 años). El primer secretario de educación pública fue José Vasconcelos, nombrado el 12 de octubre de dicho año y uno de los más firmes partidarios de dar a la educación carácter federal.
José Vasconcelos Calderón fue una de las principales figuras en la historia de la educación en México y en la consolidación de la Secretaría de Educación Pública. Su visión educativa integral abarcó con igual importancia la ciencia y el humanismo, por lo que contribuyó en gran medida a fundar el México moderno.
En 1920, el presidente Álvaro Obregón lo nombró rector de la Universidad Nacional, a la cual dotó del escudo y lema que se conservan hasta nuestros días. En octubre de ese mismo año, publicó su proyecto de Ley para la creación de la SEP que implicaba una reforma constitucional, misma que defendió duramente frente a quienes se oponían a ella. Una vez firmado el decreto de creación de la Secretaría de Educación Pública por el presidente Obregón, Vasconcelos fue nombrado al frente de la institución el 22 de octubre de 1921.
Desde la SEP, se dedicó a luchar contra el analfabetismo, impulsó la escuela rural, implementó la difusión de las bibliotecas, apoyó el desarrollo de las bellas artes, impulsó la educación media, inició la edición de libros de texto gratuitos y se repartieron desayunos escolares entre la población infantil.
El traslado de la sede a la ciudad de Puebla, fue ordenado en 2018 por el presidente Andrés Manuel López Obrador como parte del plan de descentralización del gobierno.

## Funciones
En términos generales la Secretaría de Educación Pública tiene a su cargo la aplicabilidad de la Ley General de Educación, así como de aquellas funciones de carácter educativo y cultural no reservados a los estados. Conforme a la Ley Orgánica de la Administración Pública Federal, a esta secretaría le corresponden, entre otras, las siguientes funciones:
- Organizar, vigilar y desarrollar en las escuelas oficiales, incorporadas o reconocidas.
- Organizar y desarrollar la educación artística que se imparta en las escuelas e institutos oficiales, incorporados o reconocidos para la enseñanza y difusión de las bellas artes y de las artes populares.
- Crear y mantener, en su caso, escuelas de todas clases que funcionen en la República, dependientes de la Federación, exceptuadas las que por ley estén adscritas a otras dependencias del Gobierno Federal.
- Vigilar que se observen y cumplan las disposiciones relacionadas con la educación preescolar, primaria, secundaria, técnica y normal establecidas en la Constitución y prescribir las normas a que debe ajustarse la incorporación de las escuelas particulares al sistema educativo nacional.
- Ejercer la supervisión y vigilancia que proceda en los planteles que impartan educación en la República, conforme a lo prescrito por el artículo 3.º constitucional.
- Organizar, administrar y enriquecer sistemáticamente las bibliotecas generales o especializadas que sostenga la propia secretaría o que formen parte de sus dependencias.
- Promover la creación de institutos de investigación científica y técnica y el establecimiento de laboratorios, observatorios, planetarios y demás centros que requiera el desarrollo de la educación primaria, secundaria, normal, técnica y superior.
- Orientar, en coordinación con las dependencias competentes del Gobierno Federal y con las entidades públicas y privadas, el desarrollo de la investigación científica y tecnológica.
- Otorgar becas para que los estudiantes de nacionalidad mexicana puedan realizar investigaciones o completar ciclos de estudios en el extranjero.
- Revalidar estudios y títulos, y conceder autorización para el ejercicio de las capacidades que acrediten.
- Formular el catálogo del patrimonio histórico nacional.
- Organizar, sostener y administrar museos históricos, arqueológicos y artísticos, pinacotecas y galerías, a efecto de cuidar la integridad, mantenimiento y conservación de tesoros históricos y artísticos del patrimonio cultural del país.
- Conservar, proteger y mantener los monumentos arqueológicos, históricos y artísticos que conforman el patrimonio cultural de la Nación, atendiendo las disposiciones legales en la materia.
- Orientar las actividades artísticas, culturales, recreativas y deportivas que realice el sector público federal.

## Estructura orgánica
Para llevar a cabo dichas funciones, la Secretaría cuenta con las siguientes unidades:
- Secretario
  - Oficina del Secretario
    - Jefatura de la Oficina del Secretario
    - Unidad de Seguimiento de Compromisos e Instrucciones Presidenciales en el Sector Educativo
    - Unidad de Asuntos Jurídicos y Transparencia
    - Dirección General de Comunicación Social
    - Coordinación General de las Delegaciones Federales de la Secretaría de Educación Pública
    - Coordinación General de Educación Intercultural y Bilingüe
    - Dirección General de Relaciones Internacionales
    - órgano Interno de Control

  - Subsecretaría de Educación Superior
    - Dirección General de Educación Superior Universitaria
    - Dirección General de Universidades Tecnológicas y Politécnicas
    - Dirección General de Educación Superior para Profesionales de la Educación
    - Dirección General de Profesiones

  - Subsecretaría de Educación Media Superior
    - Coordinación Sectorial de Personal
    - Coordinación Sectorial de Desarrollo Académico
    - Unidad de Educación Media Superior Tecnológica Industrial y de Servicios
    - Dirección General de Educación Tecnológica Agropecuaria
    - Dirección General de Educación en Ciencia y Tecnología del Mar
    - Dirección General del Bachillerato
    - Dirección General de Centros de Formación para el Trabajo

  - Subsecretaría de Educación Básica
    - Dirección General de Desarrollo Curricular
    - Dirección General de Materiales Educativos
    - Dirección General de Desarrollo de la Gestión Educativa
    - Dirección General de Educación Indígena
    - Dirección General de Formación Continua, Actualización y Desarrollo Profesional de Maestros de Educación Básica

  - Subsecretaría de Planeación y Evaluación
    - Dirección General de Planeación, Programación  y Estadística Educativa
    - Dirección General de Evaluación de Políticas
    - Dirección General de Acreditación, Incorporación y Revalidación
    - Dirección General del Sistema de Información y Gestión Educativa
    - Dirección General de Televisión Educativa

  - Oficialía Mayor
    - Dirección General de Recursos Humanos y Organización
    - Dirección General de Presupuesto y Recursos Financieros
    - Dirección General de Recursos Materiales y Servicios
    - Dirección General de Tecnologías de la Información y Comunicaciones

### Dependencias de la secretaría
| Tipo                                          | Organismo |
| --------------------------------------------- | --- |
| Órganos administrativos desconcentrados       | Autoridad Educativa Federal en la Ciudad de México                                                                 |
| Órganos administrativos desconcentrados       | Comisión de Apelación y Arbitraje del Deporte                                                                      |
| Órganos administrativos desconcentrados       | Instituto Politécnico Nacional (IPN)                                                                               |
| Órganos administrativos desconcentrados       | Universidad Pedagógica Nacional                                                                                    |
| Órganos administrativos desconcentrados       | Universidad Abierta y a Distancia de México                                                                        |
| Órganos administrativos desconcentrados       | Unidad del Sistema para la Carrera de las Maestras y los Maestros                                                  |
| Órganos administrativos desconcentrados       | Coordinación General @prende.mx                                                                                    |
| Órganos administrativos desconcentrados       | Tecnológico Nacional de México                                                                                     |
| Órganos administrativos desconcentrados       | Coordinación Nacional de Becas para el Bienestar Benito Juárez                                                     |
| Organismos descentralizados                   | Centro Nacional de Enseñanza Técnica Industrial (CeNETI)                                                           |
| Organismos descentralizados                   | Centro de Investigación y de Estudios Avanzados del Instituto Politécnico Nacional (Cinvestav)                     |
| Organismos descentralizados                   | Colegio de Bachilleres                                                                                             |
| Organismos descentralizados                   | Colegio Nacional de Educación Profesional Técnica (Conalep)                                                        |
| Organismos descentralizados                   | Comisión de Operación y Fomento de Actividades Académicas del Instituto Politécnico Nacional (COFAA-IPN)           |
| Organismos descentralizados                   | Comisión Nacional de Cultura Física y Deporte (Conade)                                                             |
| Organismos descentralizados                   | Comisión Nacional de Libros de Texto Gratuitos (Conaliteg)                                                         |
| Organismos descentralizados                   | Consejo Nacional de Fomento Educativo (Conafe)                                                                     |
| Organismos descentralizados                   | Fondo de Cultura Económica (FCE)                                                                                   |
| Organismos descentralizados                   | Instituto Mexicano de la Radio (Imer)                                                                              |
| Organismos descentralizados                   | Instituto Nacional de la Infraestructura Física Educativa                                                          |
| Organismos descentralizados                   | Instituto Nacional para la Educación de los Adultos (INEA)                                                         |
| Organismos descentralizados                   | Patronato de Obras e Instalaciones del Instituto Politécnico Nacional                                              |
| Organismos descentralizados                   | Organismo Coordinador de las Universidades para el Bienestar Benito Juárez García                                  |
| Empresas de participación estatal mayoritaria | Impresora y Encuadernadora Progreso (Iepsa)                                                                        |
| Fideicomisos públicos                         | Fideicomiso de los Sistemas Normalizado de Competencia Laboral y de Certificación de Competencia Laboral (Conocer) |

## Lista de secretarios

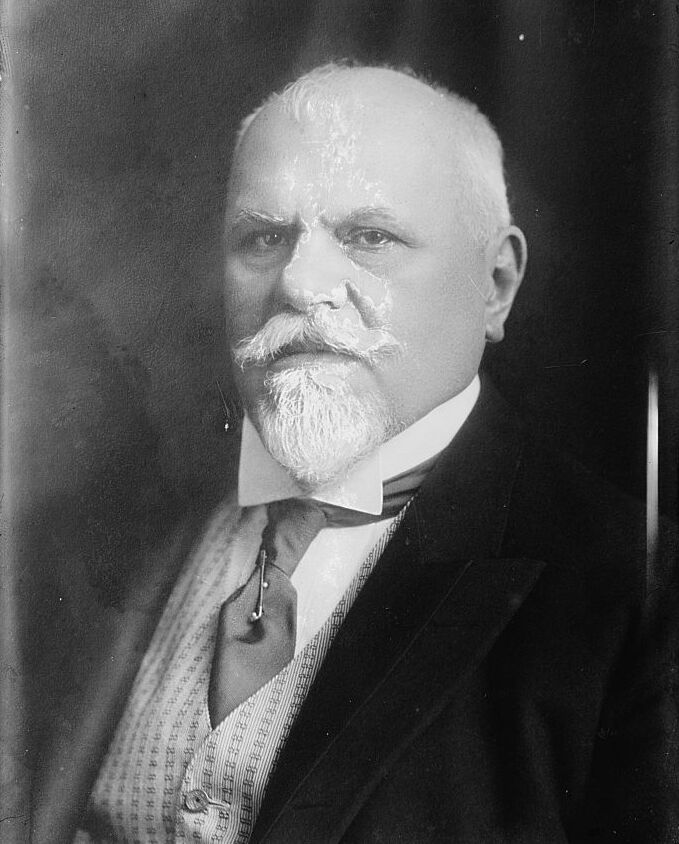
Justo Sierra Méndez (1905-1911)

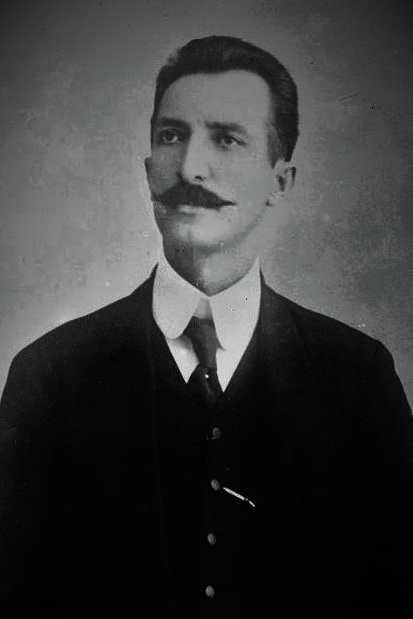
José María Pino Suárez (1912-1913)

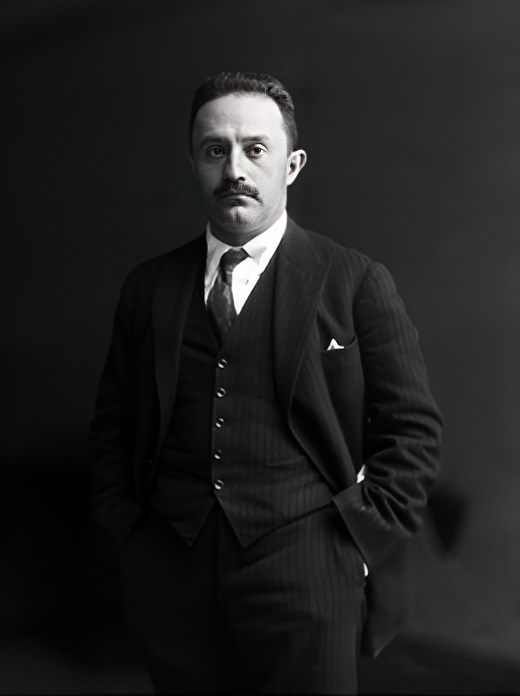
José Vasconcelos Calderón (1921-1924)

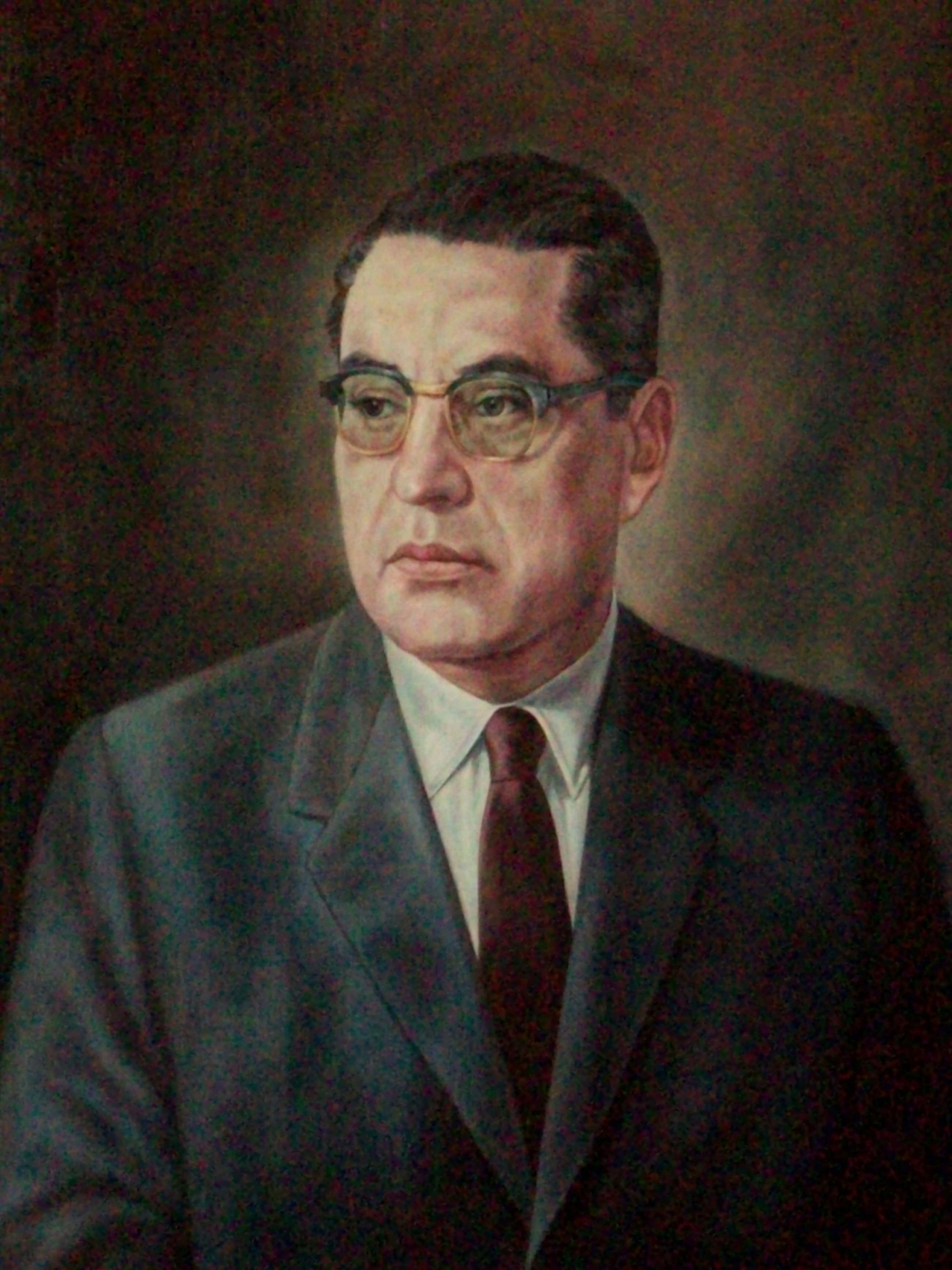
Agustín Yáñez (1964-1970)

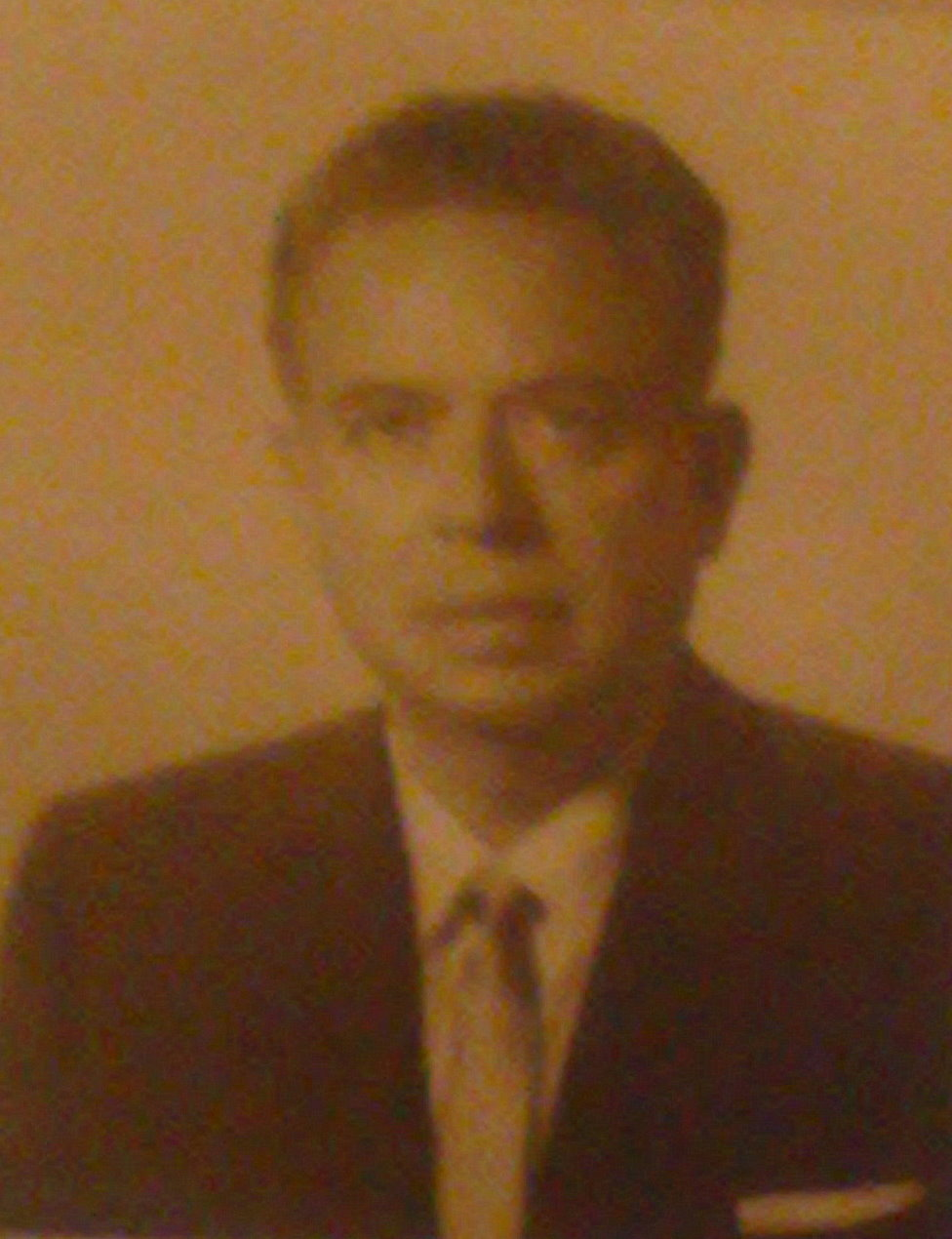
Victor Bravo Ahuja (1970-1976)

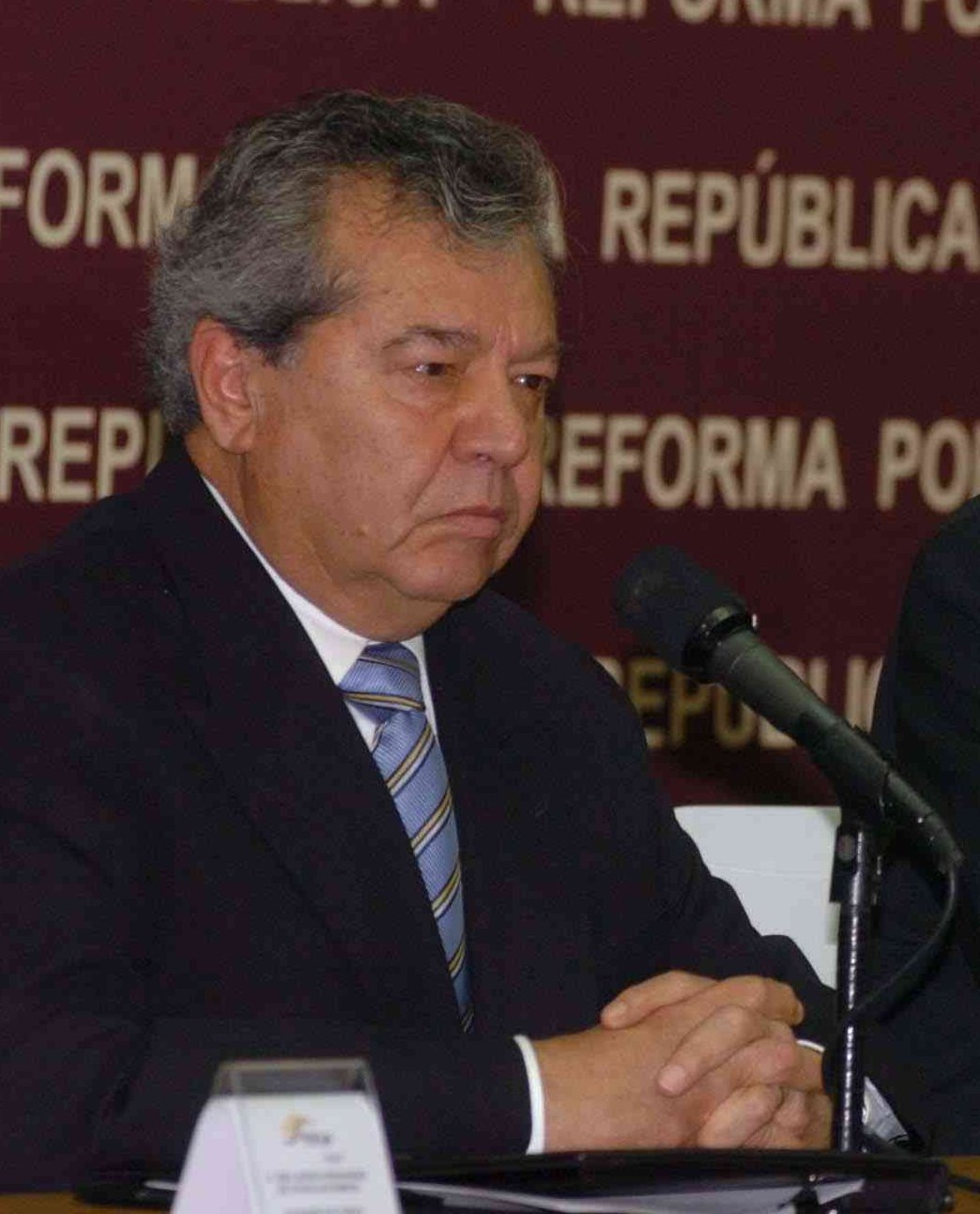
Porfirio Muñoz Ledo (1976-1977)

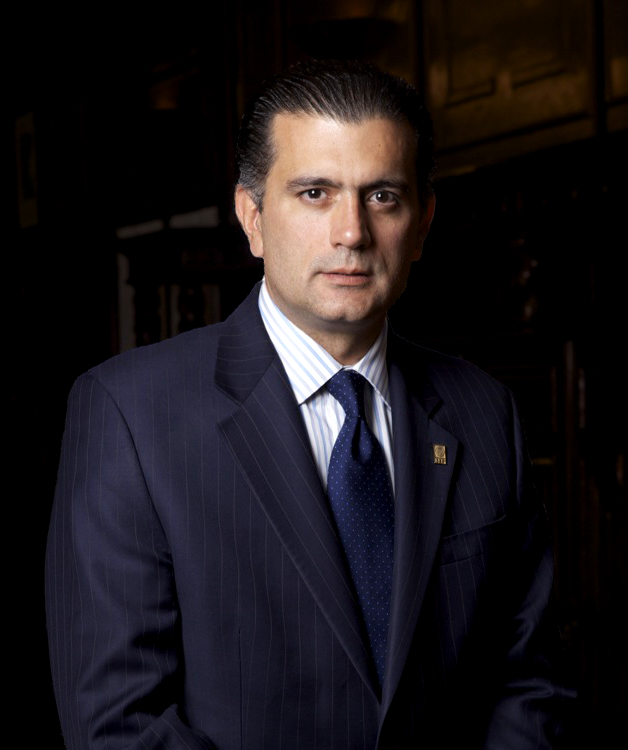
Alonso Lujambio (2009-2012)

### Secretarios de Justicia e Instrucción Pública (1891 - 1905)
- Gobierno de Porfirio Díaz (1877 - 1911)
  - (1884 - 1901) Joaquín Baranda
  - (1901 - 1905) Justino Fernández

### Secretarios de Instrucción Pública (1905 - 1921)
- Gobierno de Porfirio Díaz (1877 - 1911)
  - (1905 - 1911): Justo Sierra Méndez
  - (1911): Jorge Vera Estañol

- Gobierno de Francisco León de la Barra (1911)
  - (1911): Francisco Vázquez Gómez

- Gobierno de Francisco I. Madero (1911 - 1913)
  - (1911 - 1912): Miguel Díaz Lombardo
  - (1912 - 1913): José María Pino Suárez

- Gobierno de Victoriano Huerta (1913 - 1914)
  - (1913): Jorge Vera Estañol
  - (1913): Manuel Garza Aldape
  - (1913): José M. Lozano
  - (1913): Eduardo Tamariz y Sánchez
  - (1913 - 1914): Nemesio García Naranjo

- Gobierno de Francisco Carvajal (1914)
  - (1914): Rubén Valenti

- Gobierno de Eulalio Gutiérrez Ortiz (1914 - 1915)
  - (1914 - 1915): José Vasconcelos

- Gobierno de Roque González Garza (1915)
  - (1915): Ramón López Velarde
  - (1915): Joaquín Ramos Roa

- Gobierno de Francisco Lagos Cházaro (1915)
  - (1915): Otilio Montaño Sánchez

- Gobierno de Venustiano Carranza (1915 - 1920)
  - (1914 - 1916): Félix Fulgencio Palavicini
  - (1916 - 1920): Andrés Osuna

### Secretarios de Educación Pública (1921 - actual)
- Gobierno de Álvaro Obregón (1920 - 1924)
  - (1921 - 1924): José Vasconcelos
  - (1924): Bernardo J. Gastélum

- Gobierno de Plutarco Elías Calles (1924 - 1928)
  - (1924 - 1928): José Manuel Puig Casauranc
  - (1928): Moisés Sáenz Garza

- Gobierno de Emilio Portes Gil (1928 - 1930)
  - (1928 - 1929): Ezequiel Padilla Peñaloza
  - (1929): Plutarco Elías Calles
  - (1929 - 1930): Joaquín Amaro Domínguez

- Gobierno de Pascual Ortiz Rubio (1930 - 1932)
  - (1930): Aarón Sáenz Garza
  - (1930): Carlos Trejo Lerdo de Tejada
  - (1930 - 1931): José Manuel Puig Casauranc
  - (1931 - 1932): Narciso Bassols García

- Gobierno de Abelardo L. Rodríguez (1932 - 1934)
  - (1932 - 1934): Narciso Bassols
  - (1934): Eduardo Vasconcelos

- Gobierno de Lázaro Cárdenas del Río (1934 - 1940)
  - (1934 - 1935): Ignacio García Téllez
  - (1935 - 1940): Gonzalo Vázquez Vela

- Gobierno de Manuel Ávila Camacho (1940 - 1946)
  - (1940 - 1941): Luis Sánchez Pontón
  - (1941 - 1943): Octavio Véjar Vázquez
  - (1943 - 1946): Jaime Torres Bodet

- Gobierno de Miguel Alemán Valdés (1946 - 1952)
  - (1946 - 1952): Manuel Gual Vidal

- Gobierno de Adolfo Ruiz Cortines (1952 - 1958)
  - (1952 - 1958): José Ángel Ceniceros Andonegui

- Gobierno de Adolfo López Mateos (1958 - 1964)
  - (1958 - 1964): Jaime Torres Bodet

- Gobierno de Gustavo Díaz Ordaz
  - (1964 - 1970): Agustín Yáñez Delgadillo

- Gobierno de Luis Echeverría Álvarez (1970 - 1976)
  - (1970 - 1976): Víctor Bravo Ahuja

- Gobierno de José López Portillo (1976 - 1982)
  - (1976 - 1977): Porfirio Muñoz Ledo
  - (1977 - 1982): Fernando Solana Morales

- Gobierno de Miguel de la Madrid Hurtado (1982 - 1988)
  - (1982 - 1985): Jesús Reyes Heroles
  - (1985 - 1988): Miguel González Avelar

- Gobierno de Carlos Salinas de Gortari (1988 - 1994)
  - (1988 - 1992): Manuel Bartlett Díaz
  - (1992 - 1993): Ernesto Zedillo Ponce de León
  - (1993 - 1994): Fernando Solana Morales
  - (1994): José Ángel Pescador Osuna

- Gobierno de Ernesto Zedillo Ponce de León (1994 - 2000)
  - (1994 - 1995): Fausto Alzati Araiza
  - (1995 - 2000): Miguel Limón Rojas

- Gobierno de Vicente Fox Quesada (2000 - 2006)
  - (2000 - 2006): Reyes Tamez Guerra

- Gobierno de Felipe Calderón Hinojosa (2006 - 2012)
  - (2006 - 2009): Josefina Vázquez Mota
  - (2009 - 2012): Alonso Lujambio Irazábal
  - (2012): José Ángel Córdova Villalobos

- Gobierno de Enrique Peña Nieto (2012 - 2018)
  - (2012 - 2015): Emilio Chuayffet Chemor
  - (2015 - 2017): Aurelio Nuño Mayer
  - (2017 - 2018): Otto Granados Roldán

- Gobierno de Andrés Manuel López Obrador (2018 - 2024)
  - (2018 - 2021): Esteban Moctezuma Barragán
  - (2021 - 2022): Delfina Gómez Álvarez
  - (2022 - 2024): Leticia Ramírez Amaya

- Gobierno de Claudia Sheinbaum Pardo (2024 - 2030)
  - (2024 - A la fecha): Mario Delgado Carrillo